# Twardogóra (stacja kolejowa)
Twardogóra – stacja kolejowa w Twardogórze, w Polsce, w województwie dolnośląskim, w powiecie oleśnickim.

## Ruch pasażerski
| Rok  | Wymiana pasażerska na dobę |
| ---- | -------------------------- |
| 2017 | 150-199                    |
| 2022 | 300-499                    |